# Festival di Berlino 1992

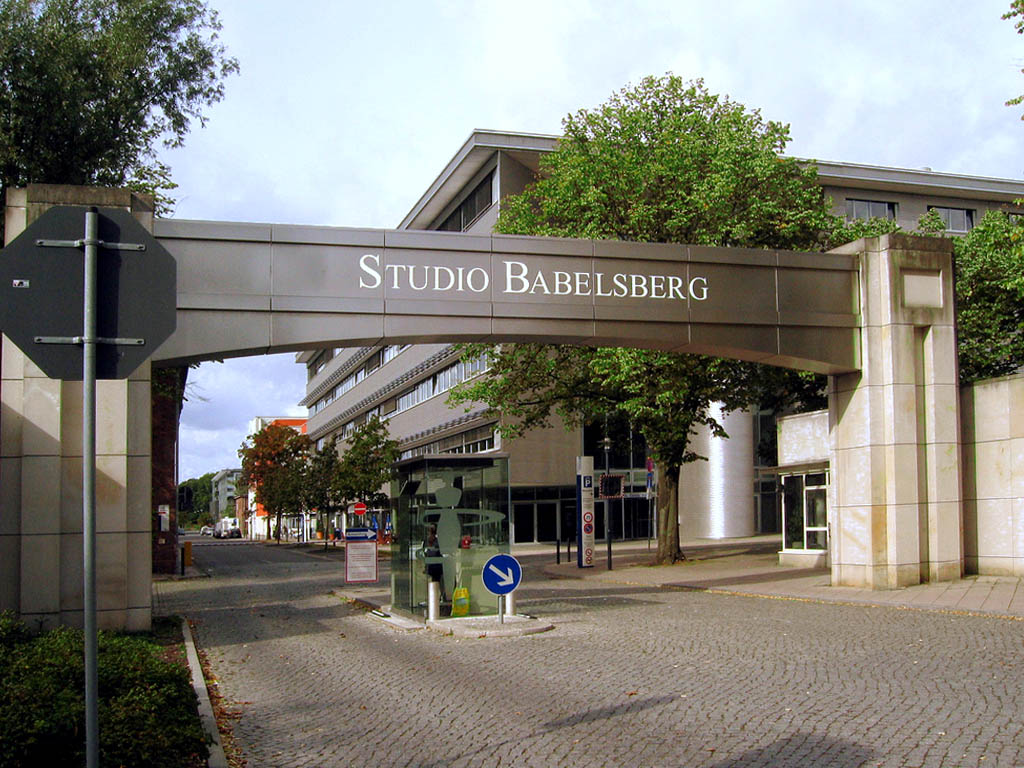
Ingresso degli studi cinematografici Babelsberg di Potsdam, celebrati nella retrospettiva di questa edizione.

La 42ª edizione del Festival internazionale del cinema di Berlino si è svolta a Berlino dal 13 al 24 febbraio 1992, con lo Zoo Palast come sede principale. Direttore del festival è stato per il tredicesimo anno Moritz de Hadeln.
L'Orso d'oro è stato assegnato al film statunitense Grand Canyon - Il cuore della città di Lawrence Kasdan.
La Berlinale Kamera è stata assegnata al regista e produttore Hal Roach, al quale è stata dedicata la sezione "Homage".
In questa edizione sono stati introdotti due nuovi riconoscimenti: il premio della giuria ecumenica, assegnato dalle organizzazioni cinematografiche internazionali delle Chiese protestanti e cattoliche (INTERFILM e SIGNIS), e il Guild Film Prize, assegnato da membri della AG Kino - Gilde, associazione tedesca dei distributori cinematografici.
Il festival è stato aperto da Il proiezionista di Andrej Končalovskij ed è stato chiuso da Der Brocken di Vadim Glowna, entrambi in concorso.
La retrospettiva di questa edizione, intitolata "Babelsberg - A film studio", è stata dedicata agli 80 anni degli studi cinematografici Babelsberg di Potsdam. In apertura è stato proiettato Metropolis di Fritz Lang, con la musica originale di Gottfried Huppertz eseguita dall'orchestra sinfonica dalla DEFA diretta da Bernd Heller.

## Giurie

### Giuria internazionale
- Annie Girardot, attrice (Francia) - Presidente di giuria[8]
- Ildikó Enyedi, regista e sceneggiatrice (Ungheria)
- Irving N. Ivers, dirigente della 20th Century Fox (Canada)
- Eldar Shengelaia, regista e sceneggiatore (Georgia)
- Charles Champlin, scrittore e critico cinematografico (Stati Uniti)
- Michael Verhoeven, regista, sceneggiatore, attore e produttore (Germania)
- Fernando Lara, critico cinematografico (Spagna)
- Wolfgang Klaue, archivista, membro onorario della FIAF (Germania)
- Dahlia Shapira, distributrice cinematografica (Israele)
- Sylvia Chang, attrice, regista, sceneggiatrice e produttrice (Taiwan)
- Susannah York, attrice (Regno Unito)

### Kinderjury
I premi riservati alla sezione Kinderfilmfest sono stati assegnati da una giuria composta da membri di età compresa tra 11 e 14 anni, selezionati dalla direzione del festival attraverso questionari inviati l'anno precedente.

## Selezione ufficiale

### In concorso
- L'altro delitto (Dead Again), regia di Kenneth Branagh (USA)
- L'Amato (Rcheuli), regia di Mikheil Kalatozishvili (Unione Sovietica)
- Amoroso, regia di Maurizio Forestieri (Italia)
- Beltenebros, regia di Pilar Miró (Spagna, Paesi Bassi)
- Der Brocken, regia di Vadim Glowna (Germania)
- Bugsy, regia di Barry Levinson (USA)
- Cape Fear - Il promontorio della paura (Cape Fear), regia di Martin Scorsese (USA)
- Il capitano, regia di Jan Troell (Svezia, Finlandia, Germania)
- Céline, regia di Jean-Claude Brisseau (Francia)
- Centre Stage (Ruan Lingyu), regia di Stanley Kwan (Hong Kong)
- Deserto di Laramie (Gas, Food Lodging), regia di Allison Anders (USA)
- Dolce Emma, cara Bobe (Édes Emma, drága Böbe - vázlatok, aktok), regia di István Szabó (Ungheria)
- La frontera, regia di Ricardo Larraín (Cile, Spagna)
- Grand Canyon - Il cuore della città (Grand Canyon), regia di Lawrence Kasdan (USA)
- Gudrun, regia di Hans W. Geißendörfer (Germania)
- Hikarigoke, regia di Kei Kumai (Giappone)
- Infinitas (Beskonechnost), regia di Marlen Chuciev (Russia)
- Il lungo inverno (El largo invierno), regia di Jaime Camino (Spagna, Francia)
- Il pasto nudo (Naked Lunch), regia di David Cronenberg (Canada, Regno Unito, Giappone)
- Il proiezionista (The Inner Circle), regia di Andrej Končalovskij (Italia, Unione Sovietica, USA)
- Racconto d'inverno (Conte d'hiver), regia di Éric Rohmer (Francia)
- RC II, regia di Odd Syse (Norvegia)
- Rien que des mensonges, regia di Paule Muret (Francia, Svizzera)
- Samostoyatelnaya zhizn, regia di Vitali Kanevsky (Regno Unito, Russia, Francia)
- Sanctus, regia di Piotr Andrejew (Paesi Bassi)
- Lo spacciatore (Light Sleeper), regia di Paul Schrader (USA)
- Tutte le mattine del mondo (Tous les matins du monde), regia di Alain Corneau (Francia)
- Ultimi giorni da noi (The Last Days of Chez Nous), regia di Gillian Armstrong (Australia)
- Utz, regia di George Sluizer (Germania, Italia, Regno Unito)
- Von der Reichskanzlei bis Paraguay, regia di Riki Kalbe e Barbara Kasper (Germania)
- Wilhelm Tell, regia di Kurt Gloor (Svizzera)

### Fuori concorso
- Leningrad Cowboys: Those Were the Days, regia di Aki Kaurismäki (Finlandia)

### Proiezioni speciali
- Diên Biên Phú, regia di Pierre Schoendoerffer (Francia)
- FernGully - Le avventure di Zak e Crysta (FernGully: The Last Rainforest), regia di Bill Kroyer (Australia, USA)
- La guerre sans nom, regia di Bertrand Tavernier (Francia)
- Miraculi, regia di Ulrich Weiß (Germania)
- Ombre e nebbia (Shadows and Fog), regia di Woody Allen (USA)
- Rotta verso l'ignoto (Star Trek VI: The Undiscovered Country), regia di Nicholas Meyer (USA)

### Panorama
- 1/2 álom, regia di János Rózsa (Ungheria)
- I 600 giorni di Salò, regia di Nicola Caracciolo e Valerio Marino (Italia)
- 1969, regia di Jerry Tartaglia (USA)
- 3000 Years Gravity, regia di James Carman (USA, Germania)
- Afureru atsui namida, regia di Tashiro Hirotaka (Giappone)
- Der andere Blick, regia di Johanna Heer e Werner Schmiedel (Austria, USA)
- Die Antigone des Sophokles nach der Hölderlinschen Übertragung für die Bühne bearbeitet
von Brecht 1948 (Suhrkamp Verlag), regia di Danièle Huillet e Jean-Marie Straub (Germania, Francia)
- Atlas, regia di Udo Serke (Germania)
- Bashtata na yaytzeto, regia di Anri Kulev (Bulgaria)
- BeFreier und BeFreite, regia di Helke Sander (Germania)
- Bobo, regia di Arsen Azatian e Narine Mkrtchian (Armenia)
- Boven de bergen, regia di Digna Sinke (Paesi Bassi)
- Brother's Keeper, regia di Joe Berlinger e Bruce Sinofsky (USA)
- Cage/Cunningham, regia di Elliot Caplan (Francia, USA)
- Caught Looking, regia di Constantine Giannaris (Regno Unito)
- C'est la vie, regia di Bettina von Bogen (Germania)
- Changing Our Minds: The Story of Dr. Evelyn Hooker, regia di Richard Schmiechen (USA)
- Choreography for Copy Machine (Photocopy Cha Cha), regia di Chel White (USA)
- Complaints, regia di David Weissman (USA)
- Contro il destino (Paris s'éveille), regia di Olivier Assayas (Francia, Italia)
- Daddy and the Muscle Academy, regia di Ilppo Pohjola (Finlandia)
- Dal big bang ai buchi neri (A Brief History of Time), regia di Errol Morris (Regno Unito, USA, Giappone)
- Dead Flowers, regia di Peter Ily Huemer (Austria)
- Deadly Currents, regia di Simcha Jacobovici (Canada)
- Dni cheloveka, regia di Evgeniy Pashkevich (Unione Sovietica)
- Dream Deceivers: The Story Behind James Vance vs. Judas Priest, regia di David Van Taylor (USA)
- Dugun - Die Heirat, regia di Ismet Elçi (Germania)
- Epilog, regia di Tom Tykwer (Germania)
- Erdbeermund, regia di Michael Blume (Germania)
- Ett rättfärdigt krig?, regia di Maj Wechselmann (Svezia)
- Erózió, regia di András Surányi e Edit Kõszegi (Ungheria)
- Felix, regia di Mark Schlichter (Germania)
- Franz Kafka, regia di Piotr Dumala (Polonia)
- Ginevra, regia di Ingemo Engström (Germania)
- Heutemorgen, regia di Peter Nix (Germania)
- Holy Mary, regia di Jerry Tartaglia (USA)
- Immaculate Conception, regia di Jamil Dehlavi (Regno Unito)
- In Search of Our Fathers, regia di Marco Williams (USA)
- John Lurie and the Lounge Lizards Live in Berlin, regia di Garret Linn (Giappone, USA)
- Kao i sjutra, regia di Momir Matovic (Serbia)
- Killing Boxes, regia di Mathias Schwerbrock (Germania)
- Kiss, regia di Chris Newby (Regno Unito)
- Kleisti strofi, regia di Nikos Grammatikos (Grecia)
- Krapatchouk, regia di Enrique Gabriel (Francia, Belgio, Spagna)
- Lana in Love, regia di Bashar Shbib (Canada)
- Liebe, Eifersucht und Rache, regia di Michael Brynntrup (Germania)
- The Living End, regia di Gregg Araki (USA)
- The Long Shadow, regia di Vilmos Zsigmond (Israele, USA, Ungheria)
- Made for TV, regia di Gary Yates (Canada)
- Martes de carnaval, regia di Fernando Bauluz e Pedro Carvajal (Spagna)
- Me'ever Layam, regia di Jacob Goldwasser (Israele)
- Mesto - Die Stadt, regia di Michael Börner (Germania Est)
- Metanoia - Berichte deutscher Männer 1945-1953, regia di Peter Voigt (Germania)
- Metri zivota, regia di Momir Matovic (Jugoslavia)
- Migranty, regia di Valeriy Priyomykhov (Unione Sovietica)
- Mysterion, regia di Pirjo Honkasalo e Eira Mollberg (Finlandia)
- Der nächtliche Besucher, regia di Konrad Sabrautzky (Germania)
- Nearly Thirty Seconds, regia di Jochen Ehmann (Germania)
- Nelyubov, regia di Valeri Rubinchik (Unione Sovietica)
- Nord, regia di Xavier Beauvois (Francia)
- Obala zivota, regia di Momir Matovic (Serbia)
- Onova neshto, regia di Gueorgui Stoyanov (Bulgaria)
- Le petit chat est mort, regia di Fejria Deliba (Francia)
- Le pont rouge, regia di Geneviève Mersch (Belgio, Lussemburgo)
- Die Prinzessin der zweiten Hand, regia di Jakob Kirchheim (Germania)
- Pushing Hands (Tui shou), regia di Ang Lee (Taiwan)
- Ramînerea, regia di Laurentiu Damian (Romania)
- Rebecca's Daughters, regia di Karl Francis (Germania, Regno Unito)
- Il re stupito (El rey pasmado), regia di Imanol Uribe (Spagna, Francia, Portogallo)
- Rodina heißt Heimat, regia di Helga Reidemeister (Germania)
- Rosebud, regia di Cheryl Farthing (Regno Unito)
- Rublak - Die Legende vom vermessenen Land, regia di Konrad Herrmann (Germania Est)
- Run of the House, regia di James M. Felter (USA)
- Saeed, regia di Mehra Meh (Canada)
- La sarrasine, regia di Paul Tana (Canada)
- Selfportrait in Coffin and in Chains with a Saxophone (Avtoportret v grobu, v kandalach is saksofonom), regia di Sergej Starodubcev (Russia)
- Sola con l'assassino (Love Crimes), regia di Lizzie Borden (Regno Unito, USA)
- Splash, regia di Thomas Allen Harris (USA)
- Struga - Bilder einer Landschaft, regia di Konrad Hermann (Germania Est)
- Sulla Terra come in cielo (Sur la terre comme au ciel), regia di Marion Hänsel (Belgio, Francia, Spagna, Paesi Bassi)
- Ta hronia tis megalis zestis, regia di Frieda Liappa (Grecia)
- Tickets for the Zoo, regia di Brian Crumlish (Regno Unito)
- Together Alone, regia di P.J. Castellaneta (USA)
- Tokyo Decadence (Topāzu), regia di Ryū Murakami (Giappone)
- Trying To Connect You, regia di Dahlan Lassalle (Regno Unito)
- Usher, regia di Gary Goldberg (USA)
- Vacas, regia di Julio Medem (Spagna)
- Virginia..., regia di Lysanne Thibodeau (Germania)
- Voices from the Front, regia di Sandra Elgear, Robyn Hutt e David Meieran (USA)
- La voix, regia di Pierre Granier-Deferre (Francia)
- Vom Jehirn aus wollen, regia di Calle Overweg (Germania)
- Vracenky, regia di Jan Schmidt (Cecoslovacchia)
- Was Sie nie über Frauen wissen wollten, regia di Lothar Lambert (Germania)
- W blochtach, regia di Peter Rocha (Germania Est)
- The Weight Of Oceans, regia di John Binninger (USA)
- White Boys Can't Dance, regia di Liz Hinlein (USA)
- Welcome to the Dome, regia di Jochen Hick (Germania)
- Zalusci nam luzyca, regia di Peter Rocha (Germania Est)
- Zuppa di pesce, regia di Fiorella Infascelli (Italia, Francia)

### Forum
- Abbandonata (Las abandonadas), regia di Emilio Fernández (Messico)
- A.I.B.R.G.M. Part II, regia di Mathias Dinter (Germania)
- Aitsu, regia di Atsushi Kimura (Giappone)
- Das alte Lied..., regia di Ula Stöckl (Germania)
- Gli amanti del Pont-Neuf (Les amants du Pont-Neuf), regia di Leos Carax (Francia)
- Amnesia, regia di Zvonco Grill (Germania)
- L'annonce faite à Marie, regia di Alain Cuny (Francia, Canada)
- Apocalisse nel deserto (Lektionen in Finsternis), regia di Werner Herzog (Francia, Regno Unito, Germania)
- Arthur Rimbaud - Une biographie, regia di Richard Dindo (Francia, Svizzera)
- Aventurera, regia di Alberto Gout (Messico)
- Avstriyskoe pole, regia di Andrei Chernykh (Unione Sovietica)
- Barres, regia di Luc Moullet (Francia)
- Bayani, regia di Raymond Red (Filippine, Germania)
- Berlin-Yerushalaim, regia di Amos Gitai (Israele, Paesi Bassi, Italia, Francia, Regno Unito)
- Blockade, regia di Thomas Kufus (Germania, Russia)
- Bratan, regia di Bahtiër Hudojnazarov (Unione Sovietica)
- Le brave donne di Bangkok (The Good Woman of Bangkok), regia di Dennis O'Rourke (Australia, Regno Unito)
- Brüder und Schwestern, regia di Pavel Schnabel (Germania)
- Bullets for Breakfast, regia di Holly Fisher (USA)
- La cabale des oursins, regia di Luc Moullet (Francia)
- Das Capitol, regia di Trevor Peters (Germania)
- Confesión a Laura, regia di Jaime Osorio Gómez (Colombia, Cuba, Spagna)
- Il Dibbuk, ovvero tra due mondi (Der Dibuk), regia di Michał Waszyński (Polonia)
- Djarama Boé, regia di Sophie Kotanyi (Germania)
- Doña Bárbara, regia di Fernando de Fuentes (Messico)
- Down in Limbo, regia di Martin Kowalczyk (Germania)
- Drift of VM, regia di Mikio Yamazaki (Giappone)
- Edoardo II (Edward II), regia di Derek Jarman (Regno Unito, Germania)
- Eisenzeit, regia di Thomas Heise (Germania)
- Essai d'ouverture, regia di Luc Moullet (Francia)
- Esther, regia di Amos Gitai (Austria, Israele, Regno Unito)
- Figli della natura (Börn náttúrunnar), regia di Friðrik Þór Friðriksson (Germania, Islanda, Norvegia)
- Finale di coppa (Gmar Gavi'a), regia di Eran Riklis (Israele)
- Les frères des frère, regia di Richard Copans (Francia)
- Gekashitsu, regia di Tamasaburō Bandō (Giappone)
- Ghamis zekwa, regia di Aleko Zabadse (Georgia)
- I giardini dello scorpione (Sady skorpiona), regia di Oleg Kovalov (Russia)
- Golem - Lo spirito dell'esilio (Golem, l'esprit de l'exil), regia di Amos Gitai (Germania, Paesi Bassi, Regno Unito, Francia, Italia)
- Gossenkind, regia di Peter Kern (Germania)
- A Great Concert of Peoples (Bolchoj koncert narodov zg), regia di Semyon Aranovich (Russia)
- Green Fields, regia di Jacob Ben-Ami e Edgar G. Ulmer (USA)
- Headrome, regia di Gabriele Gruber (Germania)
- The Hours and Times, regia di Christopher Münch (USA)
- Identifikazija shelanii, regia di Tolib Chamidow (Unione Sovietica)
- Idole mio, regia di Barbara Marheineke (Germania)
- Ik-Chemtan, regia di Zaza Khalvashi (Georgia, Unione Sovietica)
- Izydi!, regia di Dmitriy Astrakhan (Unione Sovietica)
- Jericó, regia di Luis Alberto Lamata (Venezuela)
- Kein Abschied - nur fort, regia di Lew Hohmann e Joachim Tschirner (Germania)
- Kinder, Kader, Kommandeure, regia di Wolfgang Kissel (Germania)
- Kojin toshi, regia di Keita Kurosaka (Giappone)
- Kolossale Liebe, regia di Jutta Brückner (Germania Ovest)
- Lifepak, regia di Andreas Troeger (Germania)
- Lorenza, regia di Michael Stahlberg (Germania)
- Mahaprithivi, regia di Mrinal Sen (India)
- The Man Without a World, regia di Eleanor Antin (USA)
- Mask, regia di Nobushiro Aihara (Giappone)
- Minotaurus, regia di Jens Tukiendorf (Germania)
- Missä on Musette?, regia di Veikko Nieminen e Jarmo Vesteri (Finlandia)
- La mujer sin lágrimas, regia di Alfredo B. Crevenna (Messico)
- Novye svedeniya o kontse sveta, regia di Boris Kustov (Russia)
- Once Upon a Time in China (Wong Fei Hung), regia di Tsui Hark (Hong Kong)
- Painappuru tsuâzu, regia di Tsutomu Makiya, Yuji Nakae e Hayashi Toma (Giappone)
- The Party: Nature Morte, regia di Cynthia Beatt (Germania)
- Photo Wallahs, regia di David e Judith MacDougall (Australia)
- Qi wang, regia di Ho Yim (Taiwan, Hong Kong)
- Rash, regia di Harumi Fujii (Giappone)
- Die Reise von St. Petersburg nach Moskau, regia di Viola Stephan (Germania)
- Rosenbluten, regia di Birgit Essling (Germania)
- Rostige Bilder, regia di Manfred Wilhelms (Germania)
- Salón México, regia di Emilio Fernández (Messico)
- Sanfte Hügel, regia di Tom Neubauer (Germania)
- Der schwarze Kasten, regia di Johann Feindt e Tamara Trampe (Germania)
- Seriat: Familie Tütüncü in der Fremde, regia di Marlies Graf Dätwyler e Urs Graf (Svizzera)
- Shanghai jiaqi, regia di Ann Hui (Taiwan, Hong Kong)
- Shi-sho-setso, regia di Nobushiro Kawanaka (Giappone)
- Swoon, regia di Tom Kalin (USA)
- Taiga, regia di Ulrike Ottinger (Germania)
- Tokio House, regia di Sumiaki Ishida (Giappone)
- Tomodachi no iru kodoku, regia di Atshushi Inagi (Giappone)
- Trys dienos, regia di Šarūnas Bartas (Unione Sovietica)
- La última frontera, regia di Manuel Cussó-Ferrer (Spagna)
- Gli ultimi giorni, regia di Corso Salani (Italia)
- Die unheimlichen Frauen, regia di Birgit Hein (Germania)
- The Usual, regia di Eric Tretbar (USA)
- Varieté, regia di Thomas Frick (Germania)
- Verlassen; Verloren; Einsam, Kalt, regia di Klaus Wyborny (Germania)
- La vita appesa a un filo (Bian zou bian chang), regia di Chen Kaige (Cina, Germania, Regno Unito)
- Vita da bohème (La vie de bohème), regia di Aki Kaurismäki (Finlandia, Francia, Svezia, Germania)
- Vita rubata (La otra), regia di Roberto Gavaldón (Messico)
- Vozvrashchenie Neytana Bekkera, regia di Rashel Milman e Boris Shpis (Unione Sovietica)
- Wadi 1981-1991, regia di Amos Gitai (Israele, Francia, Regno Unito)
- World Apartment Horror (Wārudo apātomento horā), regia di Katsuhiro Ōtomo (Giappone)
- Yiddish: The Mame-Loshn, regia di Pierre Sauvage (USA)
- Yidl mitn fidl, regia di Joseph Green e Jan Nowina-Przybylski (Polonia, USA)
- Zoll Zeyn, regia di Henryk M. Broder e Frans van der Meulen (Israele)
- Zombie ja Kummitusjuna, regia di Mika Kaurismäki (Finlandia)

### Kinderfilmfest/14plus
- Adam, regia di Peter Lord (Regno Unito)
- Andersen - L'acciarino magico (Fyrtøjet), regia di Svend Methling (Danimarca)
- Balloon, regia di Ken Lidster (Regno Unito)
- Busters verden, regia di Bille August (Danimarca)
- Capital P, regia di Stephen Barnes (Canada)
- Ein Elefant im Krankenhaus, regia di Karola Hattop (Germania)
- Every Dog's Guide to the Playground, regia di Les Drew (Canada)
- Far til fire, regia di Alice O'Fredericks (Danimarca)
- Father Christmas, regia di Dave Unwin (Regno Unito)
- Het zakmes, regia di Ben Sombogaart (Paesi Bassi)
- How's Business, regia di Colin Finbow (Regno Unito)
- Huo yan shan lai de gu shou, regia di Chunlan Guang (Cina)
- Kalle Stropp och Grodan Boll på svindlande äventyr, regia di Jan Gissberg (Svezia)
- Karlsvognen, regia di Birger Larsen (Danimarca, Svezia)
- Das Kürbiskind, regia di Raimund Backwinkel (Germania Est)
- Manipulation, regia di Daniel Greaves (Regno Unito)
- Møv og Funder, regia di Niels Gråbøl (Danimarca, Svezia)
- Olavs første skitur, regia di Terje Bomann-Larsen (Norvegia)
- O smutné princezne, regia di Lubomir Benes (Cecoslovacchia)
- Otto er et næsehorn, regia di Rumle Hammerich (Danimarca)
- Paw, regia di Astrid Henning-Jensen (Danimarca)
- Proizshestvia v bostana, regia di Georgi Tshavdaroy (Bulgaria)
- Questi benedetti ragazzi (De pokkers unger), regia di Astrid e Bjarne Henning-Jensen (Danimarca)
- Skazka o kupecheskoy docheri i tainstvennom tsvetke, regia di Vladimir Grammatikov (Unione Sovietica)
- Shimanto-gawa, regia di Hideo Onchi (Giappone)
- Den sista mammuten, regia di Johan Hagelbäck (Svezia)
- Das Sommeralbum, regia di Kai Wessel (Germania)
- Tarzan di gomma (Gummi-Tarzan), regia di Søren Kragh-Jacobsen (Danimarca)
- Vil du se min smukke navle?, regia di Søren Kragh-Jacobsen (Danimarca)
- Vinga på villovägar, regia di Lotta Geffenblad e Gun Jacobson (Svezia)

### Retrospettiva
- 1-2-3 Corona, regia di Hans Müller (Germania)
- L'accusata (Damals), regia di Rolf Hansen (Germania)
- Adieu Mascotte, regia di Wilhelm Thiele (Germania)
- Adriana Lecouvreur (Adrienne Lecouvreur), regia di Marcel L'Herbier (Francia, Germania)
- Affari in grande (Big Business), regia di James W. Horne e Leo McCarey (USA)
- Agli ordini di sua altezza (Double Whoopee), regia di Lewis R. Foster (USA)
- Allegri gemelli (Our Relations), regia di Harry Lachman (USA)
- All Teed Up, regia di Edgar Kennedy (USA)
- Along Came Auntie, regia di Fred Guiol e Richard Wallace (USA)
- L'amore bussa tre volte (There Goes My Heart), regia di Norman Z. McLeod (USA)
- An All American Toothache, regia di Gus Meins (USA)
- Andreas Schlüter, regia di Herbert Maisch (Germania)
- Anfitrione (Amphitryon - Aus den Wolken kommt das Glück), regia di Reinhold Schünzel (Germania)
- L'angelo azzurro (Der blaue Engel), regia di Josef von Sternberg (Germania)
- Apples on the Lilac Tree, regia di John Rich (USA)
- Asfalto (Asphalt), regia di Joe May (Germania)
- Asleep in the Feet, regia di Gus Meins (USA)
- Assolto (Schuldig), regia di Johannes Meyer (Germania)
- Attenti al clic (Wild Poses), regia di Robert F. McGowan (USA)
- Ballad of Paducah, regia di Hal Yates (USA)
- Il barone di Münchhausen (Münchhausen), regia di Josef von Báky (Germania)
- La battaglia del secolo (The Battle of the Century), regia di Clyde Bruckman (USA)
- The Big Kick, regia di Warren Doane (USA)
- Una bionda in paradiso (Topper Returns), regia di Roy Del Ruth (USA)
- Blood and Thunder, regia di George Stevens (USA)
- Blue Boy, un cavallo per un quadro (Wrong Again), regia di Leo McCarey (USA)
- The Brush Roper, regia di Stuart Heisler (USA)
- The Cake Eater, regia di J.A. Howe (USA)
- Capitan Furia (Captain Fury), regia di Hal Roach (USA)
- La casa delle fanciulle (The Housekeeper's Daughter), regia di Hal Roach (USA)
- Il castello di Vogelod (Schloß Vogelöd), regia di Friedrich Wilhelm Murnau (Germania)
- C'era una volta un piccolo naviglio (Saps at Sea), regia di Gordon Douglas (USA)
- Il cerchio della morte (Die Todesschleife), regia di Arthur Robison (Germania)
- La città d'oro (Die goldene Stadt), regia di Veit Harlan (Germania)
- Il compagno B (Pack Up Your Troubles), regia di George Marshall e Ray McCarey (USA)
- Il congresso si diverte (Der Kongreß tanzt), regia di Erik Charell (Germania)
- The Cowboy Sheik, regia di J.A. Howe (USA)
- Die Dame mit der Maske, regia di Wilhelm Thiele (Germania)
- I delitti dei padri (Die Sünden der Väter), regia di Urban Gad (Germania, Danimarca)
- Il diavolo bianco (Der weiße Teufel), regia di Alexandre Volkoff (Germania)
- Divot Diggers, regia di Robert F. McGowan (USA)
- Dogs of War!, regia di Robert F. McGowan (USA)
- La donna dei miei sogni (Frau nach Maß), regia di Helmut Käutner (Germania)
- I due legionari (Beau Hunks), regia di James W. Horne (USA)
- Early to Bed, regia di Ludwig Berger (Germania)
- Eolomea, regia di Herrmann Zschoche (Germania Est, Unione Sovietica, Bulgaria)
- L'erede dei Grishus (Zur Chronik von Grieshuus), regia di Arthur von Gerlach (Germania)
- L'errore del dio Chang (Turnabout), regia di Hal Roach (USA)
- Fall In, regia di Kurt Neumann (USA)
- I fanciulli del West (Way Out West), regia di James W. Horne (USA)
- Fantasma (Phantom), regia di Friedrich Wilhelm Murnau (Germania)
- Fate's Fathead, regia di Charley Chase (USA)
- Fifty Million Husbands, regia di James W. Horne e Edgar Kennedy (USA)
- The Fighting Parson, regia di Fred Guiol e Charley Rogers (USA)
- I figli del deserto (Sons of the Desert), regia di William A. Seiter (USA)
- Der Filmball 1930, regista non conosciuto (Germania)
- The Final Tribute, regia di Andrew L. Stone (USA)
- F.P.1, regia di Karl Hartl (Regno Unito, Francia, Germania)
- F.P. 1 non risponde (F.P.1 antwortet nicht), regia di Karl Hartl (Germania)
- I fuggiaschi (Flüchtlinge), regia di Gustav Ucicky (Germania)
- Una gabbia di matti (Broadway Limited), regia di Gordon Douglas (USA)
- Geheimzeichen LB 17, regia di Viktor Turžanskij (Germania)
- Die Geschichte vom kleinen Muck, regia di Wolfgang Staudte (Germania Est)
- Ghepeu (G.P.U.), regia di Karl Ritter (Germania)
- Il giglio nelle tenebre (Die Liebe der Jeanne Ney), regia di Georg Wilhelm Pabst (Germania)
- Gioia di vivere (Merrily We Live), regia di Norman Z. McLeod (USA)
- Girl Grief, regia di James Parrott (USA)
- Goya - oder Der arge Weg der Erkenntnis, regia di Konrad Wolf (Germania Est, Unione Sovietica, Bulgaria, Jugoslavia)
- Grand Hotel...!, regia di Johannes Guter (Germania)
- Gueule d'amour, regia di Jean Grémillon (Francia, Germania)
- The Head Guy, regia di Fred Guiol (USA)
- Hi'-Neighbor!, regia di Gus Meins (USA)
- Honky Donkey, regia di Gus Meins (USA)
- Hook and Ladder, regia di Robert F. McGowan (USA)
- L'imperatrice perduta (Geheimnisse des Orients), regia di Alexandre Volkoff (Germania, Francia)
- L'inafferrabile (Spione), regia di Fritz Lang (Germania)
- Jadup und Boel, regia di Rainer Simon (Germania Est)
- Die Jagd nach dem Tode, regia di Karl Gerhardt (Germania)
- Die Jagd nach dem Tode 2.Teil: Die verbotene Stadt, regia di Karl Gerhardt (Germania)
- Die Jagd nach dem Tode - 3. Teil: Der Mann im Dunkel, regia di Karl Gerhardt (Germania)
- Die Jagd nach dem Tode - 4. Teil: Die Goldmine von Sar-Khin, regia di Karl Gerhardt (Germania)
- Jakob il bugiardo (Jakob, der Lügner), regia di Frank Beyer (Germania Est, Cecoslovacchia)
- Das kalte Herz, regia di Paul Verhoeven (Germania Est)
- Kasperl-Lotte, regia di Emil Albes (Germania)
- The Kick-Off!, regia di George Stevens (USA)
- Kill or Cure, regia di Scott Pembroke (USA)
- Kora Terry, regia di Georg Jacoby (Germania)
- La lama di d'Artagnan (Sword of D'Artagnan), regia di Budd Boetticher (USA)
- Let's Do Things, regia di Hal Roach (USA)
- Libertà (Liberty), regia di Leo McCarey (USA)
- Das Lied der Matrosen, regia di Kurt Maetzig e Günter Reisch (Germania Est)
- Little Daddy, regia di Robert F. McGowan (USA)
- Luncheon at Twelve, regia di Charley Chase (USA)
- Madame Bovary, regia di Gerhard Lamprecht (Germania)
- Das Mädchen ohne Vaterland, regia di Urban Gad (Germania)
- Maid in Hollywood, regia di Gus Meins (USA)
- Maids a la Mode, regia di Gus Meins (USA)
- Mama's Little Pirate, regia di Gus Meins (USA)
- A Man About Town, regia di George Jeske (USA)
- Manolescu (Manolescu - Der König der Hochstapler), regia di Viktor Turžanskij (Germania)
- Marinai a terra (Two Tars), regia di James Parrott (USA)
- Mary, Queen of Tots, regia di Robert F. McGowan (USA)
- The McGuerins from Brooklyn, regia di Kurt Neumann (USA)
- Metti i pantaloni a Philip (Putting Pants on Philip), regia di Clyde Bruckman (USA)
- I miserabili (Les misérables), regia di Jean-Paul Le Chanois (Francia, Germania Est, Italia)
- Mr. Bride, regia di James Parrott (USA)
- Muraglie (Pardon Us), regia di James Parrott (USA)
- Musica classica (You're Darn Tootin'), regia di Edgar Kennedy (USA)
- Near Dublin, regia di Ralph Ceder (USA)
- Niagara Falls, regia di Gordon Douglas (USA)
- Die Nibelungen, Teil 1 - Siegfried, regia di Harald Reinl (Germania Ovest, Jugoslavia)
- Die Nibelungen, Teil 2 - Kriemhilds Rache, regia di Harald Reinl (Germania Ovest, Jugoslavia)
- The Nickel Nurser, regia di Warren Doane (USA)
- Noi e... la gonna (Swiss Miss), regia di John G. Blystone (USA)
- Noi siamo le colonne (A Chump at Oxford), regia di Alfred J. Goulding (USA)
- No Man's Law, regia di Fred Jackman (USA)
- La nona sinfonia (Schlußakkord), regia di Detlef Sierck (Germania)
- Nosed Out, regia di Hal Yates (USA)
- Un nuovo imbroglio (Another Fine Mess), regia di James Parrott (USA)
- Olle Henry, regia di Ulrich Weiß (Germania Est)
- One-Horse Farmers, regia di Gus Meins (USA)
- Opened by Mistake, regia di Gus Meins (USA)
- Opium, regia di Robert Reinert (Germania)
- Le ore piccole (Early to Bed), regia di Emmett J. Flynn (USA)
- Oro (Gold), regia di Karl Hartl (Germania)
- Oro nero (Stadt Anatol), regia di Viktor Turžanskij (Germania)
- Orpheus in der Unterwelt, regia di Horst Bonnet (Germania Est)
- L'orribile verità (The Awful Truth), regia di Leo McCarey (USA)
- Our Congressman, regia di Rob Wagner (USA)
- The Pajama Party, regia di Hal Roach (USA)
- Partenza (Abschied), regia di Robert Siodmak (Germania)
- Preferisco il manicomio (Road Show), regia di Hal Roach (USA)
- Puits en flammes, regia di Viktor Turžanskij (Germania)
- Pups Is Pups, regia di Robert F. McGowan (USA)
- Ragazzaccio (Un mauvais garçon), regia di Jean Boyer (Francia)
- La ragazza di Boemia (The Bohemian Girl), regia di James W. Horne e Charley Rogers (USA)
- Rainy Days, regia di Robert A. McGowan e Charles Oelze (USA)
- Red Noses, regia di James W. Horne (USA)
- I ribelli dei sette mari (Captain Caution), regia di Richard Wallace (USA)
- Rookie of the Year, regia di John Ford (USA)
- Save the Ship, regia di George Jeske (USA)
- La scala musicale (The Music Box), regia di James Parrott (USA)
- Schmutziges Geld, regia di Richard Eichberg (Germania, Regno Unito)
- Der Schuß im Tonfilmatelier, regia di Alfred Zeisler (Germania)
- Das schwarze Los, regia di John Gottowt (Germania)
- Die schwarze Mühle, regia di Celino Bleiweiß (Germania Est)
- Sealskins, regia di Morey Lightfoot e Gilbert Pratt (USA)
- The Shrimp, regia di Charley Rogers (USA)
- Short Kilts, regia di George Jeske (USA)
- Sie nannten ihn Amigo, regia di Heiner Carow (Germania Est)
- Sing Sister Sing, regia di James Parrott (USA)
- Smithy, regia di George Jeske e Hal Roach (USA)
- The Soilers, regia di Ralph Ceder (USA)
- The Soilers, regia di George Marshall (USA)
- Speaking of Relations, regia di Hal Yates (USA)
- Spielbank-Affäre, regia di Arthur Pohl (Germania Est, Svezia)
- Lo strano signor Vittorio (L'étrange Monsieur Victor), regia di Jean Grémillon (Francia, Germania)
- Strictly Unreliable, regia di George Marshall (USA)
- Lo studente di Praga (Der Student von Prag), regia di Paul Wegener e Stellan Rye (Germania)
- Sul sentiero dei mostri (One Million B.C.), regia di Hal Roach e Hal Roach Jr. (USA)
- Thundering Fleas, regia di Robert F. McGowan (USA)
- Thundering Taxis, regia di Del Lord (USA)
- Das Töpfchen, regia di Emil Albes (Germania)
- Top Flat, regia di Jack Jevne e William H. Terhune (USA)
- Der Totentanz, regia di Urban Gad (Germania)
- A Tough Winter, regia di Robert F. McGowan (USA)
- Tutto in ordine (Helpmates), regia di James Parrott (USA)
- Träumerei, regia di Harald Braun (Germania)
- Treasure Blues, regia di James Parrott (USA)
- Uomini e topi (Of Mice and Men), regia di Lewis Milestone (USA)
- Varieté, regia di Ewald André Dupont (Germania)
- Venti anni dopo (Block-Heads), regia di John G. Blystone (USA)
- La via dell'impossibile (Topper), regia di Norman Z. McLeod (USA)
- Viaggio nell'impossibile (Topper Takes a Trip), regia di Norman Z. McLeod (USA)
- Volo sul deserto (Verklungene Melodie), regia di Viktor Turžanskij (Germania)
- La volpe della risata (Crazy Like a Fox), regia di Leo McCarey (USA)
- Washee Ironee, regia di James Parrott (USA)
- What Price Goofy, regia di Leo McCarey (USA)
- Wiggle Your Ears, regia di Robert F. McGowan (USA)
- Your Own Back Yard, regia di Robert F. McGowan (USA)
- Zeitspiegel Nr. 10661, regista non conosciuto (Germania Est)
- Zeitspiegel Nr. 3246, regista non conosciuto (Germania Est)
- Zeitspiegel Nr. 4, regia di Franz Schröder (Germania)
- Zeitspiegel: Zwölf Minuten Ufa, regista non conosciuto (Germania Est)
- Zenobia, regia di Gordon Douglas (USA)

## Premi

### Premi della giuria internazionale
- Orso d'oro per il miglior film: Grand Canyon - Il cuore della città di Lawrence Kasdan
- Orso d'argento, gran premio della giuria: Dolce Emma, cara Bobe di István Szabó
- Menzione d'onore: Gudrun di Hans W. Geißendörfer
- Orso d'argento per il miglior regista: Jan Troell per Il capitano
- Orso d'argento per la migliore attrice: Maggie Cheung per Center Stage
- Orso d'argento per il miglior attore: Armin Mueller-Stahl per Utz
- Orso d'argento per il miglior contributo artistico: Javier Aguirresarobe, per la fotografia di Beltenebros
- Orso d'argento per il miglior contributo singolo: Ricardo Larraín, per la regia di La frontera (miglior opera prima)
- Premio Alfred Bauer: Infinitas di Marlen Chuciev

### Premi onorari
- Berlinale Kamera: Hal Roach

### Premi della Children's Jury
- Children's Jury Prize: Huo yan shan lai de gu shou di Chunlan Guang
- Children's Jury Prize (cortometraggi): Capital P di Stephen Barnes

### Premi delle giurie indipendenti
- Guild Film Prize: Utz di George Sluizer
- Peace Film Award: Rodina heißt Heimat di Helga Reidemeister
- Premio Caligari: Swoon di Tom Kalin
- Premio della giuria ecumenica:
  - Competizione: Infinitas di Marlen Chuciev
  - Competizione (menzione speciale): Racconto d'inverno di Éric Rohmer e Dolce Emma, cara Bobe di István Szabó
  - Forum: L'annonce faite à Marie di Alain Cuny
  - Forum (menzione speciale): Trys dienos di Šarūnas Bartas
- Premio Wolfgang Staudte: The Hours and Times di Christopher Münch
- Premio FIPRESCI:
  - Competizione: Racconto d'inverno di Éric Rohmer
  - Forum: Vita da bohème di Aki Kaurismäki e Edoardo II di Derek Jarman
  - Forum (menzione d'onore): Trys dienos di Šarūnas Bartas
- Teddy Award:
  - Miglior lungometraggio: Together Alone di P.J. Castellaneta
  - Miglior documentario: Voices from the Front di David Meieran, Robyn Hutt e Sandra Elgear
  - Miglior cortometraggio: Caught Looking di Constantine Giannaris
  - Premio della giuria: Edoardo II di Derek Jarman
  - Premio del pubblico: Swoon di Tom Kalin

### Premi dei lettori
- Premio dei lettori del Berliner Morgenpost: Utz di George Sluizer
- Premio dei lettori del Berliner Zeitung: The Usual di Eric Tretbar